# Pilento
Se llama "pilento" a un tipo de carroza que tiene cuatro ruedas y una caja que está suspendida en medio de la máquina para que no resulten violentos los golpes del eje, es decir, que tiene como una especie de suspensión de carro. Por eso es que solían llamarla carruaje suave o pensil.

## Historia
Este tipo de carroza era usada principalmente por las matronas romanas, por lo que no era de una composición vulgar y ordinaria al ser usada por la aristocracia romana. Esta especie de carroza se cree, fue creada por los españoles. Se dice que en Roma los pilentos ya eran muy conocidos ya que estos fueron regalados por el estado a las comadronas romanas en agradecimiento por su amor al estado. Estos datan del siglo IV. De Roma. Muchos años antes los españoles ya habían inventado los pilentos, para que posteriormente se hicieran famosos y llegara su noticia a Roma. Podemos suponer entonces que ya se habían empezado fabricar los pilentos en España en los años trescientos de Roma, o cuatrocientos cincuenta a. C.